# Jackrabbit (película)
Jack Rabbit es una película ciberpunk estadounidense de 2015  dirigida por Carleton Ranney y coescrita por él y Destin Douglas. Josh Caras e Ian Christopher Noel interpretan a los residentes de una ciudad distópica que intentan encontrar detalles sobre la muerte de su amigo en común, un pirata informático. Se estrenó en el Festival de Cine de Tribeca de 2015.

## Trama
Veinticinco años después de un cataclismo no especificado conocido como "El Reinicio", la empresa de tecnología Vopo Technologies reconstruye la sociedad en City Six. Aunque Vopo tiene acceso a tecnología moderna, que utiliza para mantener el control, la gente busca piezas de la década de 1980. Simon, un técnico informático, descubre que su mejor amigo, Eric, se ha suicidado. En el funeral, observa a Max. Más tarde, Max vende piezas de computadora recuperadas a una tienda donde trabaja Simon. Aunque Max ignora los intentos de Simon de entablar conversación, luego regresa para pedir ayuda para decodificar un mensaje cifrado que Eric le envió. Max se siente decepcionado al saber que Simon dejó su trabajo para trabajar para Vopo, ya que cree que Vopo no es digno de confianza.Simon accede fácilmente al mensaje de Eric. Después de ver juntos un vídeo críptico, Max echa a Simon para que investigue más a fondo el asunto solo. Simon regresa al día siguiente e insiste en que Max le permita ayudar, señalando que sus contactos de Vopo podrían resultar útiles. Max acepta y abandonan la ciudad para visitar la casa de una mujer que se ve en las imágenes, disfrazada de técnicos de Vopo. La mujer no sabe nada, pero en su casa, Max y Simon encuentran pistas que los llevan a un compañero pirata informático, Steven, que estaba trabajando con Eric. Un oficial de seguridad de Vopo que ha venido a visitar la casa se entera de que Steven ha muerto y se ponen en contacto con la hermana de su novia, Grace, que trabaja en un hospital.

Grace explica que ha estado buscando a su hermana desaparecida. Ella los lleva a una casa segura que se dice que es frecuentada por piratas informáticos anti-Vopo, aunque encuentran poca información. Cuando pasa el toque de queda, se esconden de una patrulla Vopo y se estrellan en la casa de Grace. Allí los tres se conocen mejor. Simon dice que se alejó de Eric una vez que Eric comenzó a salir con piratas informáticos que se oponían a Vopo, y Max revela que conoció a Eric en un centro de detención juvenil, donde Eric le enseñó a piratear computadoras. Los demás presionan a Max para que reproduzca una cinta, que creen que es música; en cambio, es una grabación de su madre, quien Max cree que fue asesinada por Vopo. Simon baila con Grace y finalmente le dice que Steven ha muerto. Después de salir de la casa de Grace, ven a un hombre matarla.Aunque conmocionados, continúan su investigación. En el trabajo, Paul Bateson, cofundador de Vopo, habla con Simon. Dice que conoce la investigación de Simon y Max, y dice que Simon le recuerda a él mismo y a su socio idealista, Tom, un talentoso hacker informático que, por razones que Bateson no explica, ya no está con Vopo. Instados por un pirata informático anónimo, Max y Simon descubren un mensaje oculto dejado por Tom en el que lamenta el resultado de Vopo y la ciudad, e invita a cualquiera que pueda decodificar su mensaje a unirse a él en busca de otras ciudades supervivientes. Más tarde, mientras discute esto con Bateson, Bateson enfatiza la necesidad de estabilidad y seguridad por encima del idealismo. Bateson razona que incluso si existieran otros asentamientos (lo cual descarta), solo atacarían City Six si supieran de su éxito.

Simon y Max abandonan la ciudad, violando un toque de queda al pasar por un puesto de guardia mediante las credenciales de Vopo de Simon y pirateando la vigilancia informática de Vopo. Fuera de la ciudad, encuentran un amplio desierto. Lleno de alegría por su nueva libertad, Max anima a Simon a dejar City Six con él. Simon revela que le informó a Eric para salvarse cuando Eric fue enviado a un centro de detención juvenil, y Max dice que ya lo sabía. Max repite su oferta, pero Simon la rechaza, diciendo que ha elegido aliarse con Vopo. Insta a Max a huir de la seguridad de Vopo y dice que ya no podrá ayudarlo más allá de este punto. Cuando se acerca un dron, Simon observa a Max huir.

## Elenco
- Josh Caras como Simón
- Ian Christopher Noel como Max
- Joslyn Jensen como Grace
- Reed Birney como Paul Bateson

## Producción
El guionista y director Carleton Ranney se inspiró en las noticias sobre WikiLeaks y Aaron Swartz, un hacktivista que se suicidó. Aunque la película se rodó en Austin, Texas, Ranney intentó mantener el escenario ambiguo. Ranney también mantuvo ambiguos los detalles sobre el mundo en sí, incluida la naturaleza de The Reset, ya que sintió que funcionaba mejor como un misterio que ni siquiera el mundo ficticio entendía completamente.  Ranney citó a David Cronenberg, Michael Mann, William Gibson y películas de la década de 1980, incluidos WarGames y los claustrofóbicos primeros planos de Dekalog: One, como otras inspiraciones.  Los temas de la película abordan cómo se puede utilizar la tecnología para ayudar y obstaculizar el libre acceso a la información y establecer conexiones humanas.  La tecnología obsoleta de la película se obtuvo de un museo de informática de Goodwill. 

## Realización
Jackrabbit se estrenó en el Festival de Cine de Tribeca en abril de 2015. 

## Recepción
John DeFore de The Hollywood Reporter la calificó como una película "de mal humor y concisa" cuyo ritmo lento y su historia minimalista dejarán al público general desinteresado.  Maria Vultaggio del International Business Times lo describió como "emocionante en teoría, pero deficiente en ejecución", criticando su falta de sustancia. 